# Rocky Balboa (film)
Pour les articles homonymes, voir Rocky Balboa (homonymie).
Série Rocky
Rocky 5
(1990) Creed : L'Héritage de Rocky Balboa
(2015)
Pour plus de détails, voir Fiche technique et Distribution.
Rocky Balboa est un film américain écrit et réalisé par Sylvester Stallone et sorti en 2006.
C'est le sixième film de la série débutée en 1976. Il sort 16 ans après le cinquième opus. Le film met en scène Sylvester Stallone, aux côtés de Burt Young et du véritable boxeur Antonio Tarver. Désormais propriétaire d'un petit restaurant, Rocky Balboa, vieillissant, est défié en combat d'exhibition par le jeune boxeur fougueux Mason Dixon. Il tente par ailleurs de renouer les liens avec son fils Robert.
Le film reçoit des critiques globalement positives, plébiscitant le scénario, la performance de Sylvester Stallone et l'exploration sincère du personnage principal. Plusieurs critiques le compare à son prédécesseur, et beaucoup de journaliste le qualifient comme l'un des meilleurs volets de la franchise. Rocky Balboa est par ailleur un succès commercial, avec 156 millions de dollars de recettes mondiales au box-office. La franchise se poursuit avec les films spin-off sur Adonis Creed, dès 2015 avec Creed : L'Héritage de Rocky Balboa.

## Synopsis

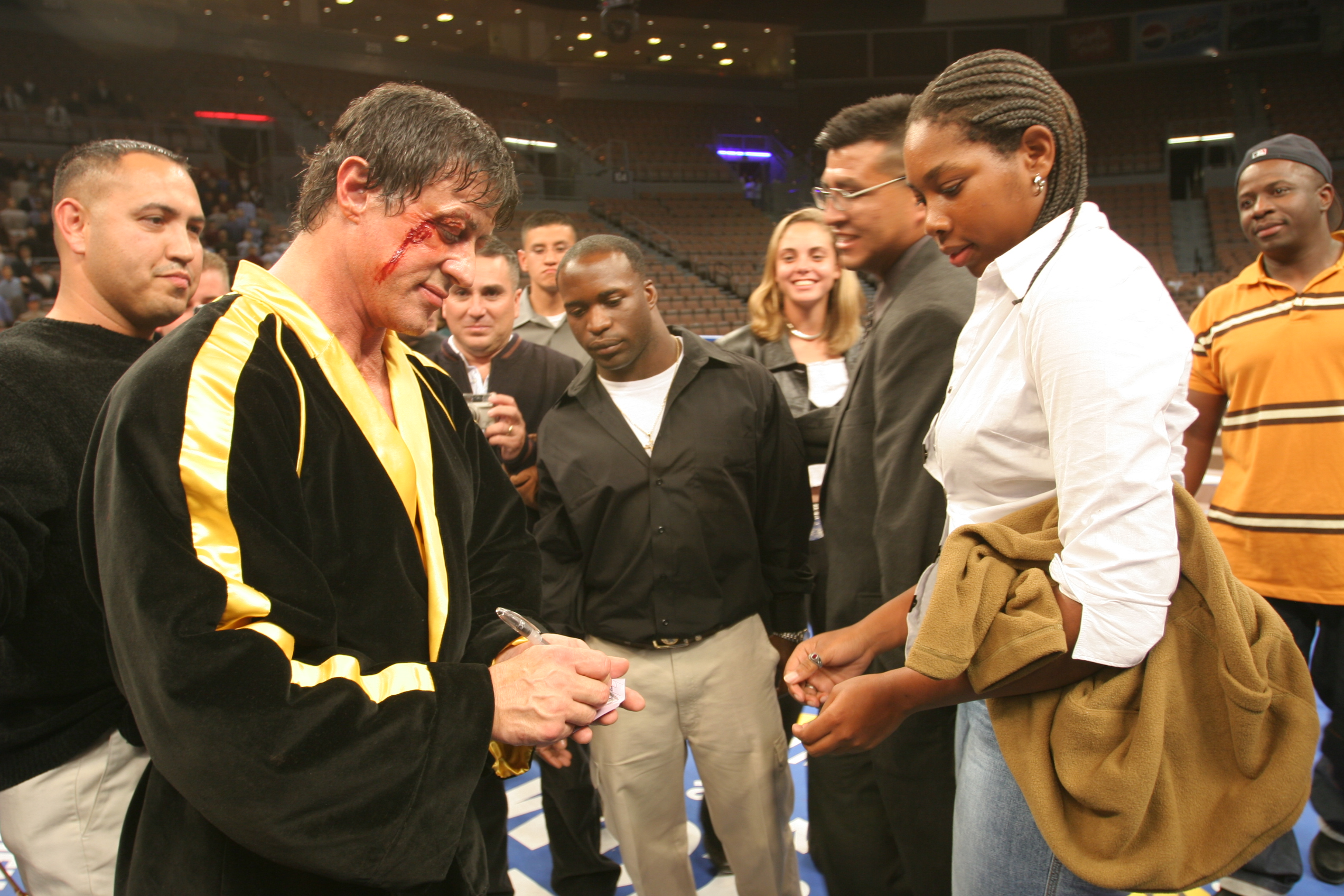
Sylvester Stallone en décembre 2005, sur le tournage du film.

Rocky Balboa, qui a depuis longtemps quitté le ring, mène une vie paisible à Philadelphie. Il y tient un restaurant italien baptisé Adrian's, en hommage à sa femme Adrian. Moteur de son existence, celle-ci est décédée à la suite d'un cancer il y a quelques années. Il se rend très souvent sur sa tombe. Chaque année, le jour de l'anniversaire d'Adrian, il fait la "tournée" des lieux chargés de souvenirs, accompagné de son beau-frère Paulie  un peu las de cette nostalgie. Rocky n'entretient plus que des relations distantes avec son fils Robert, qui ne supporte plus que les gens ne le voient que comme le fils de Rocky. Dans son restaurant, Rocky ravit ses clients en leur racontant des histoires et anecdotes d'anciens combats. 
Le champion du monde de boxe en titre, Mason Dixon, alias « The Line », est impopulaire. La presse et le public l'accusent de ne choisir que des adversaires faciles et de ne jamais avoir eu à se battre au maximum de ses capacités. Une chaîne de télévision diffuse alors une vidéo en images de synthèse le montrant dans un combat fictif contre Rocky. Le but de cette manœuvre est de démontrer que Dixon serait mis au tapis par l'ancien champion emblématique de Philadelphie. L.C. Luco, le manager de Dixon, décide alors d'organiser un match d'exhibition pour faire remonter sa cote de popularité.
Après quelques réticences, Rocky accepte le combat, pour se sentir revivre sur le ring et prouver à tous qu'il n'est pas fini. Il reprend donc le chemin de la salle d'entraînement pour se préparer à l'ultime match de sa vie avec Paulie, Duke, son fils Robert (dont il s'est beaucoup rapproché) et Steps, le fils de Marie, une fille que Rocky avait raccompagnée chez elle 30 ans plus tôt et convaincue de ne plus fréquenter les voyous de son quartier, et avec laquelle il noue des liens forts.
Le jour du combat, au Mandalay Bay de Las Vegas, Rocky n'atteint pas au 1er round Mason Dixon qui esquive les coups et se montre très rapide. Rocky se rattrape dans les rounds suivants, profitant d'une blessure à la main de son rival. Rocky se montre héroïque durant tout le combat, encaissant de nombreux coups et se relevant plusieurs fois après être allé au tapis. À la fin du match, les deux boxeurs se félicitent mutuellement. Martin, son entraîneur, fait comprendre à Dixon qu'il doit encore progresser. Rocky, grâce à ce match, s'est débarrassé de ses angoisses.
Si les juges désignent Mason Dixon vainqueur (2 juges pour Dixon contre 1 pour Rocky), Rocky est acclamé par la foule qui scande son nom et n'a d'yeux que pour lui.

## Fiche technique
- Titre original, québécois et français : Rocky Balboa
- Réalisation et scénario : Sylvester Stallone, d'après les personnages créés par lui-même
- Musique : Bill Conti
- Décors : Franco-Giacomo Carbone
- Costumes : Gretchen Patch
- Photographie : Clark Mathis
- Montage : Sean Albertson
- Direction artistique : Michael Atwell et Jesse Rosenthal
- Son : Steve Maslow, Mark Ulano, Tom Burns, Tateum Kohut
- Producteurs : Charles Winkler, David Winkler, William Chartoff, Kevin King Templeton et Billy Chartoff[1]
  - Producteurs délégués : Robert Chartoff et Irwin Winkler
  - Coproducteur : Guy Riedel
- Sociétés de production : Metro-Goldwyn-Mayer, Columbia Pictures et Revolution Studios, avec la participation de Chartoff-Winkler Productions[2]
- Sociétés de distribution : Sony Pictures Releasing (Amérique du Nord), Twentieth Century Fox France (France)
- Budget : 24 000 000 $[3]
- Pays de production :  États-Unis
- Langues originales : anglais, espagnol
- Format[4] : couleur (DeLuxe) / Noir et blanc - 35 mm - 1,85:1 (Panavision) - son DTS | Dolby Digital | SDDS
- Genre : drame, action, sport
- Durée : 102 minutes ; 116 minutes (director's cut)
- Dates de sortie[5] :
  - États-Unis :
    - 13 décembre 2006 (première mondiale à Los Angeles)[6]
    - 20 décembre 2006 (sortie nationale)

  - Canada : 22 décembre 2006
  - France : 24 janvier 2007 (sortie nationale)
- Classification[7] :
  - États-Unis : Certaines scènes peuvent heurter les enfants - Accord parental souhaitable (PG - Parental Guidance Suggested)[Note 1].
  - France : Tous publics (visa d'exploitation no 116654 délivré le 13 décembre 2006)[8].

## Distribution
- Sylvester Stallone (VF : Alain Dorval ; VQ : Pierre Chagnon) : Robert « Rocky » Balboa Sr.
- Burt Young (VF : Serge Sauvion ; VQ : André Montmorency) : Paulie Pennino
- Antonio Tarver (VF : Daniel Lobé ; VQ : Gilbert Lachance) : Mason « The Line » Dixon
- Geraldine Hughes (VF : Léa Gabriele ; VQ : Viviane Pacal) : Marie
- Milo Ventimiglia (VF : Alexis Tomassian ; VQ : Hugolin Chevrette) : Robert « Rocky » Balboa Jr.
- Tony Burton (VF : Emmanuel Gomès Dekset ; VQ : Bernard Fortin) : Tony « Duke » Evers, l'entraîneur de Rocky
- A. J. Benza (en) (VF : Sylvain Lemarié ; VQ : Daniel Picard) : L.C. Luco, le manager de Dixon
- James Francis Kelly III (VF : Christophe Peyroux ; VQ : Jean-François Beaupré) : Steps, le fils de Marie
- Lou DiBella (en) : lui-même
- Mike Tyson : lui-même
- Henry G. Sanders (VF : Thierry Desroses ; VQ : Yves Corbeil) : Martin, l'entraîneur de Dixon
- Pedro Lovell (VQ : Aubert Pallascio) : Spider Rico
- Ana Gerena : Isabel
- Jim Lampley (en) (VF : Patrice Melennec) : un commentateur d'HBO (dans son propre rôle)
- Larry Merchant (VF : Marc Cassot) : un commentateur d'HBO (dans son propre rôle)
- Max Kellerman (en) (VF : Bruno Choël) : un commentateur d'HBO (dans son propre rôle)
- LeRoy Neiman : lui-même
- Michael Buffer : l'annonceur de combat (dans son propre rôle)
- Joe Cortez : l'arbitre du combat (dans son propre rôle)
- Frank Stallone Jr. : un client du restaurant
- Talia Shire : Adrian Balboa (images d'archives)
- Dolph Lundgren : Ivan Drago (images d'archives, non crédité)
- Burgess Meredith : Mickey Goldmill (images d'archives, non crédité)
- Mister T. : Clubber Lang (images d'archives, non crédité)
- Jacob "Stitch" Duran : le cutman de Mason Dixon (dans son propre rôle - non crédité)

Légende : Version Française (VF) et Version Québécoise (VQ)

## Production

### Attribution des rôles
Sylvester Stallone voulait Vin Diesel pour le rôle de Mason Dixon mais ce dernier avait un emploi du temps trop chargé. Il a aussi proposé le rôle au boxeur Roy Jones Jr..
Sylvester Stallone a choisi Milo Ventimiglia pour jouer son fils car ils ont tous deux une paralysie faciale au niveau des lèvres ce qui rappelle le visage de Stallone. Jake Gyllenhaal a également été envisagé pour ce même rôle mais le déclinera pour tourner dans Le Secret de Brokeback Mountain.
James Binns incarne ici le président de la fédération de boxe alors qu'il jouait l'avocat des Balboa dans Rocky 5.
Le boxeur américain Mike Tyson fait une apparition dans le film. Il a improvisé lui-même ses dialogues.
Leroy Neiman fait également une brève apparition lors des préparatifs du match Rocky vs Dixon.

### Tournage
Le tournage a lieu à Philadelphie (« Rocky Steps » du Philadelphia Museum of Art, Kensington, Fairmount Park, Philadelphia Animal Care and Control Association, Philadelphia City Hall, Philadelphia Civic Center) et à Las Vegas.

## Bande originale
Bandes originales de Rocky
Rocky V
(1990) Creed : L'Héritage de Rocky Balboa
(2015)
La bande originale de Rocky Bolboa est en réalité une compilation des meilleurs titres de la saga. Elle contient cependant l'inédit It's a Fight de Three 6 Mafia, qui est la musique de Mason Dixon pour entrer sur le ring. Bill Conti a par ailleurs composé Marie's theme spécialement pour le film mais il n’apparaît pas sur l'album.
Liste des titres
1. Gonna Fly Now (thème de Rocky) – 2:48
2. Eye of the Tiger de Survivor – 3:53
3. Going the Distance de Bill Conti - 2:40
4. Living in America de James Brown – 4:45
5. Redemption (thème de Rocky II) – 2:41
6. Fanfare for Rocky – 2:34
7. Burning Heart de Survivor – 3:52
8. Conquest – 4:43
9. Adrianna Pennino – 1:39
10. No Easy Way Out de Robert Tepper – 4:23
11. Rocky's Reward – 2:05
12. Alone in the Ring – 1:10
13. Heart's on Fire de John Cafferty – 4:13
14. Can't Stop the Fire – 3:20
15. Mickey – 4:38
16. Overture – 8:42
17. It's a Fight de Three 6 Mafia – 3:07
18. Gonna Fly Now (John X Remix) – 2:56

## Accueil

### Accueil critique
Le film est bien accueilli par la critique. Le film obtient une note de 78% sur Rotten Tomatoes, sur la base d'un échantillon de 181 évaluations et d'une note moyenne de 6,5⁄10. Le consensus du site se lit comme suit : « Invraisemblable mais divertissant et poignant, Rocky Balboa trouve le champion en forme pour la première fois depuis des années. » Metacritic a un score moyen pondéré de 63⁄100 basé sur 36 avis rédigés par des critiques classiques.
De nombreuses critiques font du sixième opus le meilleur depuis le tout premier épisode.

### Box-office
Rocky Balboa réalisé un score bien plus qu'honorable avec un total d'environ 156 millions de dollars, en adéquation avec les 3 premiers opus de la série et dépassant aisément Rocky 5.
| Pays                           | Box-office        | nbre semaine | B.O. arrêté à la date |
| ------------------------------ | ----------------- | ------------ | --------------------- |
| Box-office Mondial             | 155 547 664 $US   | 15 sem.      | 25/03/2008            |
| Box-office États-Unis / Canada | 70 269 899 $US    | 15 sem.      | 25/03/2008            |
| Box-office France              | 1 125 236 entrées | 4 sem.       | 20/02/2008            |
| Box-office Suisse romande      | 115 347 entrées   | -            | au total              |

## Distinctions
Entre 2006 et 2009, Rocky Balboa a été sélectionné 5 fois dans diverses catégories et n'a remporté aucune récompense,.

### Nominations
- The Stinkers Bad Movie Awards 2006 : Pire acteur dans un second rôle pour Burt Young.
- Prix Schmoes d'or (Golden Schmoes Awards) 2006 : La plus grande surprise de l'année.
- Grand Prix international de doublage (Gran Premio Internazionale del Doppiaggio) 2007 : 
  - Meilleure actrice vocale pour Emanuela Muni (pour le doublage de Geraldine Hughes).
- NRJ Ciné Awards 2007[24] : Meilleure baston.
- Prix Satellites 2009 : Meilleur ensemble de disques Blu-Ray ("Rocky: The Undisputed Collection - 7 Disc Blu-Ray Set").

## Versiondirector's cut
En 2024, Sylvester Stallone édite une version director's cut. Contrairement à une version très différente de Rocky 4, celle-ci voit principalement l'ajout de certaines scènes. Alors que la version cinéma durait 102 minutes, cette version director's cut dure 116 minutes. Ce nouveau montage intègre simplement la plupart des scènes supprimées (déjà incluses en bonus sur le précédent Blu-ray). On retrouve notamment une scène supplémentaire avec Paulie, qui habite chez Rocky, au début du film. Par ailleurs, la scène au bar où Rocky retrouve Marie est différente : Rocky s'entretient avec le vieux propriétaire des lieux, désormais en fauteuil roulant. Une scène de dialogue entre Steps et Rocky est également ajoutée. Une séance d'entraînement pas très concluante de Rocky est également ajoutée, dans laquelle il est observé par Marie et Steps

## Autour du film
- Dans ce sixième volet, aucune allusion n'est faite aux pathologies que Rocky a malheureusement contractées durant sa carrière de boxeur, que ce soit son handicap à l'œil droit jadis révélé dans Rocky 2 ou encore les lésions au cerveau diagnostiquées au début de Rocky 5, à la suite de son combat contre le Soviétique Drago.
- On retrouve dans ce sixième opus le personnage de Spider Rico, ancien boxeur amateur que Rocky a battu au début du premier film. Il est interprété par le même figurant, Pedro Lovell. On peut d'ailleurs remarquer que le nom de Rico est une anagramme de Rocky (pour la prononciation)  ce qui peut expliquer le fait que c'est son premier adversaire dans le premier film.
- Apollo Creed, Clubber Lang et Ivan Drago font une brève apparition au moment où la carrière de Rocky est résumée lors du match de Las Vegas.
- Durant le film on peut voir un tableau peint représentant l'image de Rocky contre Apollo dans le générique de fin du troisième opus.
- C'est le troisième film de la saga qui se termine avec une petite scène épilogue après la fin du match (Rocky redépose des fleurs sur la tombe d'Adrian en disant « On a réussi ! »), après Rocky 3 (qui se fermait sur une petite revanche entre Rocky Balboa et Apollo Creed) et 5 (qui se concluait sur les Balboa père et fils montant les grandes marches avant de se rendre au musée).
- Certaines scènes coupées au montage révèlent notamment une apparition de l'ex-barman Andy, devenu âgé et très handicapé ; Paulie s'effondrant en larmes, à la suite de son licenciement et de sa dispute avec Rocky dans le restaurant, en parlant de la mort d'Adrian ; ou encore la présence d'une petite amie de Paulie avec qui ce dernier projette de s'installer. Par ailleurs, la scène où Rocky boit un verre de cinq œufs crus devait à l'origine être placée au début de l'histoire, au moment où Rocky se réveille, recrachant même le cinquième œuf. Elle a finalement été insérée au milieu du film, durant la séquence d'entraînement de Rocky (le crachat du cinquième œuf ayant été coupé).
- Lors du générique de fin, plusieurs personnes gravissent les célèbres marches du musée, dont Jennifer Flavin (en) la propre femme de Sylvester Stallone entourée de leurs trois filles.
- Lors de la conférence de presse préparatoire au match, la plaque signalétique devant Paulie indique son nom « Panina » au lieu de « Pennino »[réf. nécessaire].

## SagaRocky
- 1976 : Rocky de John G. Avildsen
- 1979 : Rocky II : La Revanche (Rocky II) de Sylvester Stallone
- 1982 : Rocky III : L'Œil du tigre (Rocky III) de Sylvester Stallone
- 1985 : Rocky IV de Sylvester Stallone
- 1990 : Rocky V de John G. Avildsen
- 2006 : Rocky Balboa de Sylvester Stallone
- 2015 : Creed : L'Héritage de Rocky Balboa de Ryan Coogler
- 2018 : Creed 2 de Steven Caple Jr.
- 2023 : Creed 3 de Michael B. Jordan